# Ahoj na sobotu
Ahoj na sobotu cseh képes hetilap az egykori Csehszlovákiában. Első lapszámát 1969 áprilisában adták ki. A prágai Melantrich lapkiadó jelentette meg 16 oldal terjedelemben.
Példányszáma az 1970-es évek végén 165 000 volt. A lap az 1989-es rendszerváltás után megszűnt.